# Villatuerta
Villatuerta en espagnol (Bilatorta en basque) est une municipalité de la communauté forale de Navarre, dans le Nord de l'Espagne.
Elle est située dans la zone linguistique mixte de la province. C'est aussi le nom du chef-lieu de la commune.
Le Camino francés du pèlerinage de Saint-Jacques-de-Compostelle passe par cette ville.

## Géographie
Villatuerta se trouve sur la rivière d'Iranzu.

### Municipalités limitrophes
- Vallée d'Yerri au nord,
- Aberin et Oteiza au sud,
- Cirauqui et Mendigorria à l'est,
- Estella-Lizarra à l'ouest.

## Jumelage
- France: La Bastide-Clairence (Pyrénées-Atlantiques)

## Histoire
Villatuerta avait en 1061 un monastère San Miguel, donné cette année-là au monastère de Leyre.

## Démographie
| Évolution démographique entre 1896 et 1996                  | Évolution démographique entre 1896 et 1996 | Évolution démographique entre 1896 et 1996 | Évolution démographique entre 1896 et 1996 | Évolution démographique entre 1896 et 1996 | Évolution démographique entre 1896 et 1996 | Évolution démographique entre 1896 et 1996 | Évolution démographique entre 1896 et 1996 | Évolution démographique entre 1896 et 1996 | Évolution démographique entre 1896 et 1996 | Évolution démographique entre 1896 et 1996 |
| 1896                                                        | 1901                                       | 1926                                       | 1936                                       | 1954                                       | 1962                                       | 1968                                       | 1975                                       | 1982                                       | 1990                                       | 1996                                       |
| ----------------------------------------------------------- | ------------------------------------------ | ------------------------------------------ | ------------------------------------------ | ------------------------------------------ | ------------------------------------------ | ------------------------------------------ | ------------------------------------------ | ------------------------------------------ | ------------------------------------------ | ------------------------------------------ |
| 644                                                         | 659                                        | 748                                        | 695                                        | 733                                        | 736                                        | 744                                        | 719                                        | 767                                        | 797                                        | 786                                        |
| Sources : article « Villatuerta » de Wikipédia en espagnol. |                                            |                                            |                                            |                                            |                                            |                                            |                                            |                                            |                                            |                                            |

| Évolution démographique depuis 1996                           | Évolution démographique depuis 1996 | Évolution démographique depuis 1996 | Évolution démographique depuis 1996 | Évolution démographique depuis 1996 | Évolution démographique depuis 1996 | Évolution démographique depuis 1996 | Évolution démographique depuis 1996 | Évolution démographique depuis 1996 | Évolution démographique depuis 1996 | Évolution démographique depuis 1996 |
| 1996                                                          | 1998                                | 1999                                | 2000                                | 2001                                | 2002                                | 2003                                | 2004                                | 2005                                | 2006                                | 2007                                |
| ------------------------------------------------------------- | ----------------------------------- | ----------------------------------- | ----------------------------------- | ----------------------------------- | ----------------------------------- | ----------------------------------- | ----------------------------------- | ----------------------------------- | ----------------------------------- | ----------------------------------- |
| 786                                                           | 767                                 | 817                                 | 778                                 | 818                                 | 864                                 | 908                                 | 970                                 | 990                                 | 983                                 | 1 044                               |
| Sources : Villatuerta et Instituto de estadística de Navarra. |                                     |                                     |                                     |                                     |                                     |                                     |                                     |                                     |                                     |                                     |

## Culture et patrimoine

### Patrimoine civil
Pont médiéval

### Patrimoine religieux
Chapelle San Miguel Arcangel
Il reste, à 500 mètres après le village, quelques rares vestiges de la chapelle San Miguel Arcangel, totalement restaurée en 1965, comme les traces d'un chevet semi-circulaire, remplacé depuis par un mur droit.
Église de La Asunción
Église paroissiale, du roman tardif, des XIIe et XIVe siècles, avec une nef unique et un chevet polygonal, présence d'intéressantes sculptures dont un arc brisé provenant de l'ermitage voisin de San Roman.

### Pèlerinage de Compostelle
Sur le Camino francés du Pèlerinage de Saint-Jacques-de-Compostelle, on vient de Lorca.
La prochaine étape est Estella, le Palais des rois de Navarre, l’église San Pedro de la Rùa, l’église du Saint-Sépulcre, l’église San Miguel et le monastère d’Irache.

## Personnalités
- San Veremundo serait né à Villatuerta vers 1020, bien que la localité voisine de Arellano revendique aussi le lieu de naissance de ce saint.
- Le jésuite Juan Ramón Moreno Pardo est né à Villatuerta le 29 août 1933.

### Sources et bibliographie
- (es) Cet article est partiellement ou en totalité issu de l’article de Wikipédia en espagnol intitulé « Villatuerta » (voir la liste des auteurs).
- Ibañez, Eduardo, Esbozo histórico de la villa y parroquia de Villatuerta, Pamplona, Imprenta Capuchinos, 1930.
- Boleas Maestu, Jesús Carmelo, Paseos por la Solana y Yerri desde Villatuerta, Oteiza, ed. del autor, 2003 (Villatuerta, Gráficas Lizarra).
- Grégoire, J.-Y. & Laborde-Balen, L. , « Le Chemin de Saint-Jacques en Espagne - De Saint-Jean-Pied-de-Port à Compostelle - Guide pratique du pèlerin », Rando Éditions, mars 2006,  (ISBN 2-84182-224-9)
- « Camino de Santiago St-Jean-Pied-de-Port - Santiago de Compostela », Michelin et Cie, Manufacture Française des Pneumatiques Michelin, Paris, 2009,  (ISBN 978-2-06-714805-5)
- « Le Chemin de Saint-Jacques Carte Routière », Junta de Castilla y León, Editorial Everest